# Jessie De Caluwe
Jessie De Caluwe (Sint-Gillis-Waas, 21 oktober 1956) is een Vlaamse radio- en televisiepresentatrice.
Ze begon in 1980 haar carrière als radiopresentatrice bij BRT2 Omroep West-Vlaanderen, Radio 1 en Studio Brussel. In 2001 stapte ze over naar 4fm.
Op televisie co-presenteerde ze tijdens de jaren 80 onder meer het satirische televisieprogramma TV-Touché en het praatprogramma Argus met Jan Van Rompaey. Daarna presenteerde ze haar eigen praatprogramma's 3 Uur Jessie en Zeg Maar Jessie. In 1992 stapte ze over naar de regionale televisiezender WTV en Kanaal 3. 

## In populaire cultuur
De Caluwe heeft samen met Jan Van Rompaey een cameo in het Kiekeboe-album De bende van Moemoe. Ze copresenteert er het programma Argeloos (woordspeling op "Argus").